# Ceramano
Charles-Ferdinand Sermain (Tielt, 31 mei 1831 – Barbizon, 22 april 1909), beter bekend als Ceramano, was een Belgisch kunstschilder die nauw verbonden is met de School van Barbizon.

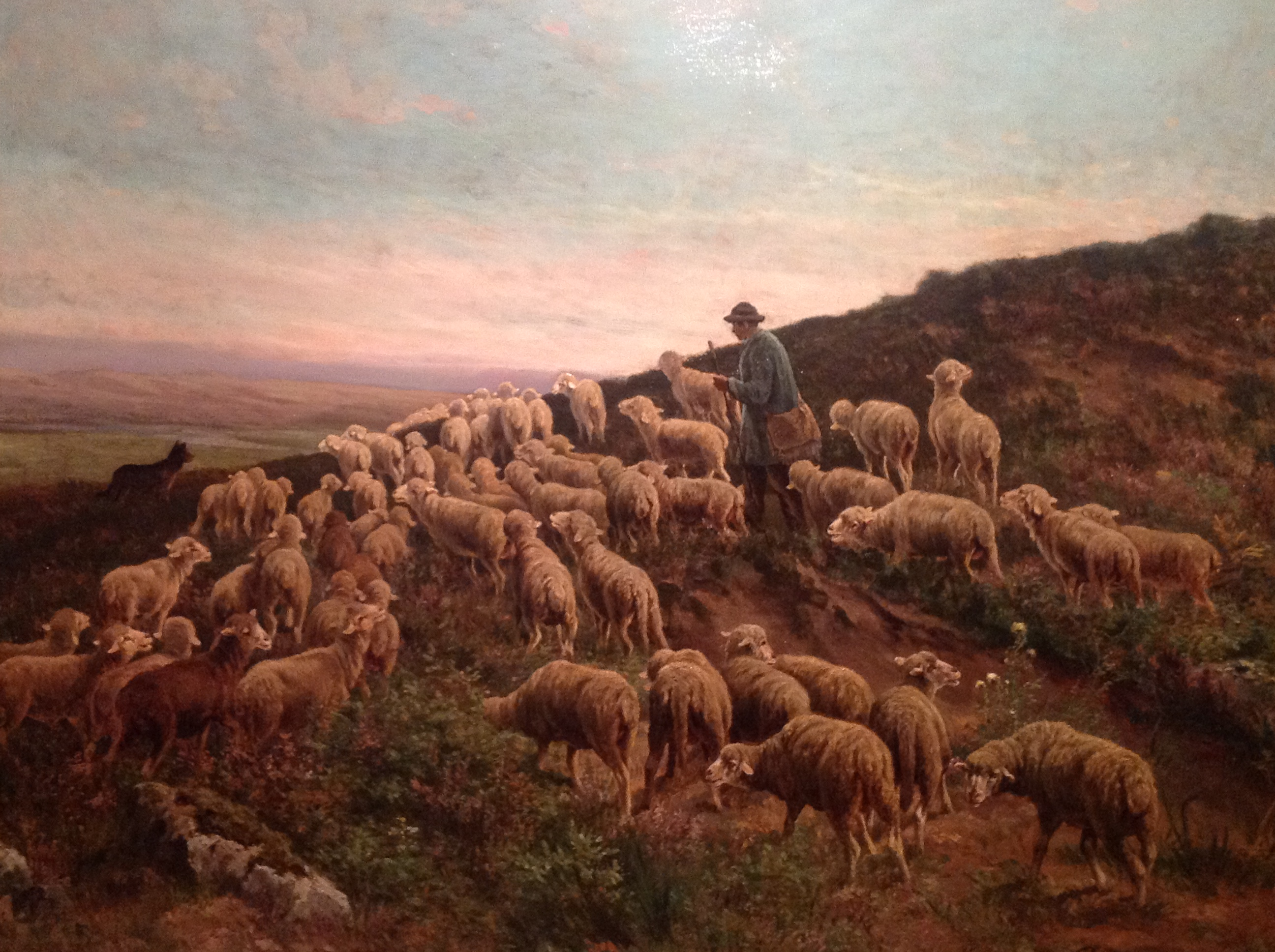
Herder met kudde schapen

## Biografie

### Vroege jeugd
Charles Ferdinand Sermain werd geboren als zoon van Philippe Sermain, een uit Kortrijk afkomstige winkelier-behanger en Anna Gheysens, een in Oudenaarde geboren naaister uit Harelbeke. Ze hadden zich in 1829, kort na hun huwelijk in Harelbeke, in Tielt gevestigd. Tussen 1830 en 1848 werden in dat gezin negen kinderen geboren: Carolus, (26 juni 1830- 11 juli 1830); Carolus Ferdinandus (31 mei 1831); Clementina (27 september 1833); Juliana Sophia (28 augustus 1835); Eduardus Desiderius (14 september 1837); Maria Ludovica (19 augustus 1839); Victorina, (28 oktober 1841- †Sint-Gillis, 1907), Octavia, (26 november 1844) en Leonardus (3 april 1848)
Aanvankelijk hadden de Sermains het niet erg breed. Toch verbeterde de financiële toestand van het gezin geleidelijk. Charles Ferdinand ging meewerken met zijn vader zodat schoollopen er voor hem vanaf zijn veertiende jaar niet meer in zat; maar de pas gestichte Tieltse Kunstacademie kon in de jaren 1844-1845 zijn prille tekentalent in goede banen leiden.

### Brussel
Op 6 november 1849 zocht het gezin een beter bestaan in Brussel. Hier vond Sermain een rijke voedingsbodem voor zijn talent, als navolger en -naar zijn zeggen- als leerling van de inmiddels heel bekende dierenschilder Eugène Verboeckhoven.
De Brusselse jaren van Sermain waren cruciaal voor zijn verdere loopbaan, maar het was ook een woelig-verwarde tijd voor de jonge Charles-Ferdinand en voor zijn ouders die wel om de haverklap leken te verhuizen. Charles-Ferdinand Sermain woonde in 1856 in de Brusselse Steenstraat 56. Bij hem woonde uit Beauvais afkomstige naaister Clémentine George. Haar ouders verbleven toen in Parijs en verleenden bij akte de toelating tot het huwelijk van hun dochter met de even oude Charles-Ferdiand Sermain op 21 juni 1858. De jonggehuwden konden ook al blijkbaar moeilijk een vast adres vinden. Op 3 juli 1858 vestigden ze zich in Elsene en op 9 juni 1859 woonden ze in de Brusselse Hertogstraat 67. Op 14 november 1862 verhuisden ze naar Sint-Joost-ten-Node, maar op 21 april 1868 stonden ze opnieuw in Brussel ingeschreven, nu in de Theresianenstraat 9. En op 30 september daarna al woonden ze in de Lakenweversstraat 36 in Elsene. De redenen van de frequente verhuizingen zijn niet gekend.

### Naar Parijs en dan Barbizon
Zeker is dat vanaf 19 maart 1870 Karel Ferdinand Sermain op zijn eentje ingeschreven stond in de Capouilletstraat 49 in Sint-Gillis. Op 5 november 1870 nam Karel-Ferdinand Sermain zijn intrek in Elsene aan de Elsenesteenweg 154. Van zijn echtgenote is er al die tijd geen spoor meer, tot ze in 1905 in Parijs overleed. Karel-Ferdinand Sermains verhuisperikelen bereikten hun eindpunt toen hij zich, in de herfst van 1872 na een kort verblijf in Parijs in Barbizon ging vestigen, een tiental km ten noordwesten van Fontainebleau. Barbizon was de meest vermaarde schilderskolonie van al deze die tussen 1830 en 1860 de Franse landschapsschilderkunst in nieuwe richtingen stuurden.
Toen Karel-Ferdinand Sermain eind 1872 in Barbizon aankwam, nam hij zijn intrek in het atelier van Narcisse Diaz de la Peña. Dan pas veritalianiseerde hij zijn naam tot Ceramano, de naam waarmee hij zijn doeken signeerde en die merkwaardig genoeg ook in het register van de volkstelling van 1881 opgetekend staat.
Sermain/Ceramano was niet de énige Belgische schilder die door de ongerepte natuur van Barbizon werd aangetrokken. Vóór hem waren de Kortrijkzaan Gustave De Jonghe en Camille Van Camp uit Tongeren bij de Gannes te gast en was Alfred De Knyff er leerling van Théodore Rousseau geweest. Naast de Brusselaar Edmond de Schampeleer en de Antwerpenaars Adriaan Heymans, Joseph Coosemans en François Lamorinière vond ook de Gentse baron Victor Papeleu er een ideaal studieoord. Zijn stadsgenoot Cesar De Cock werkte er na 1860 met Charles-François Daubigny en François-Louis Français. Zijn broer Xavier De Cock trok tussen 1852 en 1860 elke zomer naar Barbizon vóór hij zich in Deurle en Sint-Maartens-Latem vestigde.
De eerste jaren in Barbizon moeten voor Ceramano een tijd van vlijtig schilderen in de stilte van zijn atelier geweest zijn. Pas met het Salon van Parijs van 1875 kwam de vrijgevochten Tieltenaar als een volleerd dieren- en landschapsschilder onder de volle aandacht. Ceramano ging zich in Barbizon als dierenschilder en steeds meer ook als landschapschilder profileren. Hij ging zich toeleggen op het schilderen van taferelen met schapen. Op het eerste gezicht lijken zijn interieurs van schaapskooien en zijn pastorale taferelen sprekend op die van Charles Jacque. Ceramano was eerder een volgeling en bewonderaar, dan wel als een leerling van Jacque die toen al uit Barbizon weg was.
In 1875 nam Ceramano voor het eerst deel aan het Parijse “Salon des Artistes Français”. Zijn doek “Lisière de forêt” werd aangekocht door een kunstliefhebber uit Chicago. Via kunstmakelaar Joseph Bula raakte zijn werk ook verder bekend in de Verenigde Staten. Dankzij de bestellingen die weldra volgden, was voor de schilder, die berooid in Barbizon aangekomen was, de ergste materiële nood voorbij. Hij nam het initiatief voor de tentoonstelling Barbizon en 1876 in de Nouvelle Auberge de Siron, die zoals de vroegere herberg van Ganne een pleisterplaats voor kunstenaars en een permanente tentoonstellingszaal zou worden met als naam Hôtel de l’Exposition (nu Hôtellerie du Bas-Bréau). “Buiten wedstrijd” stelde Ceramano in 1876 ook een van zijn werken “Moutons fuyant l’orage à travers bois” tentoon op het Salon van Antwerpen.
Zo goed als alle taferelen van zijn doeken zijn in de streek van Fontainebleau te situeren. Toch verwijzen enkele plaatsaanduidingen die de kunstenaar op zijn doek aanbracht naar verdere oorden: “Dans la Campine belge”, “Au Grand-Duché de Luxembourg”, “La Petite Bretagne”, “Arcachon”. In het Salon 1878 in Paris toonde hij “Garde à Vous!”(een schapenkudde in de vroege ochtend) en “Cour de ferme à Chailly”.
Met het succes verwierf Ceramano ook enige welstand. In 1878 kocht hij het huis “Vertefeuille” in de Grande Rue in Barbizon.
Naar het Salon van Antwerpen in 1879 stuurde Ceramano: “Garde à vous!” en “Cour de ferme à Chailly” (“Une cour avec porcs”).
In 1881 is zijn echtgenote Clémentine George al tien jaar uit zijn leven verdwenen. Bij hem woont Marie (Jeanne) Rosalie Van Eeckhout, de zus van Theodore Van Eeckhout, een handelsreiziger die in 1858 in Brussel als getuige optrad bij Karel-Ferdinands huwelijk. Is zij in 1872 met hem naar Barbizon meegereisd? De bevolkingstelling van 1881 in Barbizon noteert haar in ieder geval als “sa femme” en samen met een knecht en een meid, woont op hetzelfde adres ook de achttienjarige Marie Rosalie Ceramano, “leur fille”. Het meisje is volgens de telling eveneens artiste-peintre. Het bestaan van deze “dochter” van wie vóór en na 1881 geen spoor meer is, is enigmatisch. Ze draagt –tegen alle wettelijke bepalingen in- in een officieel document het pseudoniem van de vader als familienaam. Heeft zij ook doeken met de naam Ceramano gesigneerd?

### Les Vaux-de-Cernay
Rond 1888 gaat Ceramano zich vestigen in Les Vaux-de-Cernay, 23 km ten zuiden van Versailles. Vóór hem verbleven al tal van Barbizonschilders een tijdlang in dit pittoreske dorp: Rousseau, Corot, Diaz de la Peña, Huet, Brascassat, Troyon. Een vriend van Ceramano, de landschapsschilder Louis-Germain Pelouse, had daar zijn vaste stek in een atelier dat de familie Rothschild hem ter beschikking stelde. Misschien wilde Ceramano wel Barbizon definitief de rug toekeren en zijn werk verder zetten in de schilderachtige vallei van de Chevreuse. In Cernay schilderde hij onder meer “Le bouvier des Vaux-de-Cernay”, “La ferme Cottin et l’étang des Vaux-de-Cernay” (1889) en een “Herderinnetje met haar kudde” (1890). De kunstenaar logeerde in het naburige Hôtel des Cascades (Maison Léopold) en kwam als vriend des huizes af en toe op de hoeve Dablin op bezoek.

### Latere jaren
In de jaren ’90 bleef Ceramano nog erg actief. In 1893 stelde hij zijn werken tentoon zowel in Antwerpen als in Bordeaux. Hij bleef deelnemen aan het jaarlijkse Salon van Parijs en heeft in 1897 een tentoonstelling in een galerie aan de Parijse Boulevard Saint-Germain.
In 1896 kwam Ceramano definitief terug in Barbizon. Volgens de bevolkingstelling van dat jaar bestond zijn gezin toen uit: hemzelf als chef de famille, zijn gouvernante Jeanne Van Eeckhout, en een negentienjarige dienstmeisje.
Na de dood van Chaigneau in 1906 zette Ceramano in zijn eentje de traditie van de School van Barbizon verder, werd zijn werk na de eeuwwisseling toch door het overheersende impressionisme beïnvloed. De korenvelden die hij in 1900 in de vlakten van Fleury en van Chailly schilderde bijvoorbeeld, en het doek Un côté de ma demeure à Barbizon dat hij in 1903 penseelde, vertonen heel wat kenmerken van de nieuwe stroming die hij niet echt in zijn hart droeg.
Toen in 1899 een tramlijn het spoorwegstation van Melun met Barbizon verbond, werd het kunstenaarsdorp al snel door toeristen overspoeld. Het armzalige, maar ooit zo rustige kunstenaarsdorp werd een mondain verlengstuk van Paris. Hotels en villa’s verrezen langs de Grande Rue en weldra viel ook de schilderachtige Allée des Vaches ten prooi viel aan de auto.. Ceremano, die met lede ogen het oude Barbizon zag verdwijnen deed een bescheiden tegenzet: Hij bouwde een schaapskooi en een omheining voor zijn ‘huisdieren’: een hert en een everzwijn, zeker om modellen bij de hand te hebben, maar evenzeer als blikvanger en om de potentiële kopers van zijn werk onder de (welstellende) dagjesmensen te plezieren. Public relations en imagebuilding dus.
Een artikel in “L’événement” van 2 november 1891 geeft terloops een beschrijving van het uiterlijk van de kunstenaar: “de kop van een God-de-Vader gepenseeld door Rembrandt. Opvallend is het contrast van zijn fel gekleurde gezicht met zijn lange sneeuwwitte krulhaar en zijn baard blinkend in de zon”.
André Billy zou in “Les beaux jours de Barbizon” (Ed. du Pavois; 1947) de stokoude schilder en zijn werk als volgt typeren: “Ik zie hem nog voor mij, Ceramano: witte haren onder een zwart vilten baret, rustend op een bank voor zijn huis. Hij was Belg en heette in werkelijkheid Sermain. Hij had niet het minste talent, maar bij hem thuis zaten in hokken een hert, een everzwijn en allerlei andere wilde beesten; en die aanblik was zo pittoresk dat het leek of hij koste wat het kost wilde bewijzen dat de oude Barbizonschilders nog niet dood waren.”
Ceramano was een levende anachronisme geworden: De laatste der Barbizons-kunstenaars. Zijn atelier bouwde hij om tot een verkoopzaal waar hij de geïnteresseerde bezoeker graag op een reeks nostalgische herinneringen aan het kunstenaarsleven van weleer vergastte. Oud en ziek geworden verlangde hij nog maar één ding: het voortbestaan van zijn galerij die de herinnering aan de school van Barbizon moest levendig houden.
Op 1 oktober 1905 overleed zijn echtgenote van wie hij al zolang gescheiden leefde, in haar woning, 13 rue Philippe de Girard in Parijs. De overlijdensakte bestempelt haar als “veuve Sernain”. Blijkbaar had zij sinds 1872 alle contact met de schilder verloren en waande haar entourage hem overleden. Of was het voor het imago? Van zijn kant moet Ceramano wél van het overlijden van Clémentine Georges op de hoogte geweest zijn want kort daarop, op 9 juni 1906 trouwde de 75-jarige kunstenaar met de 63-jarige Rosalie Van Eeckhout met wie hij toen al ruim dertig jaar samenwoonde.
Maar Barbizon bleef hun vaste stek. Een van Ceramano’s laatst gedateerde doeken toont een deel van hun woning in 1903. Daar sleet hij zijn laatste levensjaren met Rosalie Van Eeckhout, met een meid en een “pensionnaire”, de jonge, uit Reims afkomstige kunstschilder Henri Pontoy.
Op 22 april 1909 overleed Ceramano in Barbizon. Ceramano was een van de eersten die vlak bij de hoofdingang begraven werd op de toen nieuwe begraafplaats van Barbizon. Necrologieën in “La Gazette des Beaux-Art”s en in “Le Bulletin de l’Art Ancien et Moderne” bewijzen dat hij nog niet helemaal vergeten was.
Marie-Rosalie Van Eeckhout overleed “sans ascendant ni descendant” op 26 februari 1913? in de Villa Stella, 16 avenue Borriglione in Nice. Ze werd bij haar man begraven in Barbizon.

## Varia
- Een eigentijdse prentkaart toont zijn toon- en verkoopzaal in Barbizon.
- Gedenkstenen: Tielt, Markt 29 (met portret); Barbizon, Grande Rue 17
- Residentie Ceramano, een project van de CVBA Tieltse Bouwmaatschappij, werd gerealiseerd op het Stationsplein te Tielt.

## Musea
- Barbizon, Musée Millet
- Chicago, Art Institute of Chicago
- Juiz de Fora, Museu Mariano Procópio (Schapenkudde in een bos)
- Tielt, Stedelijke verzameling (“In het bos van Fontainebleau”)
- Toulon, Musée des Beaux-Arts (“Le Charlemagne au mont Ussy; Forêt de Fontainebleau”)
- Doornik, Musée des Beaux-Arts
- Yamanashi, Japan, Prefectural Museum of Art

- Gemeinsame Normdatei: 122550625
- International Standard Name Identifier: 0000 0003 6860 9712
- Library of Congress Control Number: n2002028450
- RKD-Nederlands Instituut voor Kunstgeschiedenis: 16138
- Système universitaire de documentation: 126063974
- Union List of Artist Names: 500019247
- Virtual International Authority File: 8271865
- WorldCat: E39PBJy4bqcYWDKBPbYfRf6dwC